# پرت اند ویتنی جیتی۱۲
پرت اند ویتنی جیتی۱۲ (به انگلیسی: Pratt & Whitney JT12) یک موتور هواگرد ساختِ کارخانهٔ پرت اند ویتنی در کشور ایالات متحده آمریکا است . 